# إظهار

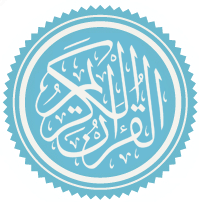

الإظهار هو لغة البيان، واصطلاحا هو فك الإدغام. وهو عند المجودين إخراج الحرف من مخرجه (مباشرة اللسان) من غير غنة ظاهرة ولا وقف ولا سكت ولا تشديد في الحرف المظهر.
أحرف الإظهار، مجموعة في أول حرف من كل كلمة في البيت التالي:
أي الأحرف التالية: ( أ ، هـ ، ع ، ح ، غ ، خ ). فإذا وجدت هذه الأحرف بعد نون ساكنة أو تنوين في كلمة أو كلمتين، فعلى قارئ القرآن أن ينطق بالنون الساكنة ونون التنوين مظهرتين.